# Conjetura de Jacobson
En álgebra abstracta, la conjetura de Jacobson es un problema abierto en la teoría de anillos relativo a la intersección de potencias del radical de Jacobson de un anillo noetheriano.
Hasta ahora sólo se ha probado para tipos especiales de anillos noetherianos. Existen ejemplos para mostrar que la conjetura puede fallar cuando el anillo no es noetheriano en un lado, por lo que es absolutamente necesario que el anillo sea noetheriano en dos lados.
La conjetura lleva el nombre del algebraista Nathan Jacobson, quien planteó la primera versión de la conjetura.

## Declaración
Para un anillo R con radical de Jacobson J, las potencias no negativas {\displaystyle J^{n}} se definen utilizando el producto de ideales.
Conjetura de Jacobson: en un anillo noetheriano de derecha e izquierda, {\displaystyle \bigcap _{n\in \mathbb {N} }J^{n}=\{0\}.}
En otras palabras: "El único elemento de un anillo noetheriano en todas las potencias de J es 0".
La conjetura original planteada por Jacobson en 1956  preguntaba sobre anillos noetherianos unilaterales no conmutativos, sin embargo, Israel Nathan Herstein produjo un contraejemplo en 1965, y poco después, Arun Vinayak Jategaonkar produjo un ejemplo diferente que era un ideal principal de izquierda dominio.  A partir de ese momento, la conjetura se reformuló para requerir anillos noetherianos de dos caras.

## Resultados parciales
La conjetura de Jacobson se ha verificado para tipos particulares de anillos noetherianos:
- Todos los anillos noetherianos conmutativos satisfacen la conjetura de Jacobson. Esto es una consecuencia del teorema de la intersección de Krull.
- Anillos noetherianos completamente delimitados [4] [5]
- Anillos noetherianos con dimensión Krull 1 [6]
- Anillos noetherianos que satisfacen la condición de la segunda capa [7]